# Поход монголов против низаритов
Поход монголов против низаритов — начался в 1253 году после завоевания Хорезма и серией конфликтов между монголами и низаритами. Военная кампания была организована великим ханом Мункэ и велась его братом Хулагу. По итогу походов против низаритов и завоевания Аббасидского халифата монголами было основано Государство Хулагуидов.
Кампания Хулагу началась с нападений на крепости в Кухистане и Кумисе на фоне усилившихся внутренних разногласий среди лидеров низаритов при имаме Ала ад-Дине Мухаммаде. Его преемник Рукн ад-Дин Хуршах начал долгую серию переговоров перед лицом неумолимого наступления монголов. В 1256 году имам капитулировал во время осады в Маймун-Дизе и приказал своим последователям сделать то же самое в соответствии с его соглашением с Хулагу. Несмотря на то, что его было трудно захватить, Аламут тоже прекратил боевые действия, его укрепления были разрушены. Таким образом, низаритское государство было упразднено, хотя несколько отдельных крепостей, особенно Ламбсар, Гердкух и бывшие в Сирии, продолжали сопротивляться. Позже Мунке приказал устроить всеобщую резню всех низаритов, включая Хуршаха и его семью.
Многие из выживших низаритов рассеялись по Западной, Центральной и Южной Азии. После этого о них мало что известно, но их общины сохраняют некоторую независимость в Дайламе, а их имамат вновь появляется позже в Анжудане.

## Предыстория
Низариты были ветвью исмаилитов, которые были ответвлением шиизма. Создав стратегические и самодостаточные горные крепости, они создали в Персии собственное государство на территориях государств Сельджукидов, а затем Хорезмшахов.
В 1192 или 1193 годах Рашиду ад-Дину Синану наследовал персидский да’и Наср аль-Аджами, который восстановил верховенство Аламута над низаритами в Сирии. После монгольского вторжения в Персию многие мусульмане-сунниты и шииты (включая известного учёного ат-Туси) нашли убежище у низаритов Кухистана. Правителем (мухташамом) Кухистана был Насир ад-Дин Абу-ль-Фатх Абд ар-Рахим ибн Абу Мансур.

## Ранние монгольско-назаритские отношения
В 1221 году низаритский имам Джалал ад-Дин Хасан отправил послов к Чингисхану в Балх. Имам умер в том же году, и ему наследовал его 9-летний сын Ала ад-Дин Мухаммад.
После падения правивших Хорезмом Ануштегинидов усилиями монголов, началось прямое противостояние между низаритами при имаме Ала ад-Дине Мухаммаде и монголами при Угэдэй-хане. Последний только начал завоевывать остальную часть Персии. Вскоре низариты уступили Дамган в Кумисе монголам, который недавно лишь взяли под свой контроль после падения хорезмшахов.
Низаритский имам стремился к антимонгольским союзам вплоть до Китая, Франции и Англии:
в 1238 году он и аббасидский халиф Абу Джафар аль-Мустансир Биллах отправили совместную дипломатическую миссию европейским королям Франции Людовику IX и Эдуарду I создать мусульманско-христианский союз против монголов, но это не увенчалось успехом. Позже европейские короли присоединились к монголам в их борьбе против мусульман.
В 1246 году низаритский имам вместе с новым аббасидским халифом аль-Мустасимом и многими мусульманскими правителями отправил дипломатическую миссию под руководством низаритских мухташамов (правителей) Кухистана Шихаб ад-Дина и Шамс ад-Дина в Монголию по случаю воцарение нового великого монгольского хана Гуюк-хана; но последний отклонил его и вскоре отправил подкрепление под командованием Эльджигидея в Персию, поручив ему выделить одну пятую сил там для покорения мятежных территорий, начиная с государства низаритов. Сам Гуюк намеревался участвовать в походе, но вскоре умер. Сообщается, что примерно в это же время низаритами был убит монгольский нойан (командир) Чагатай Старший.
Преемник Гуюка Мункэ начал претворять в жизнь его планы, на него повлияли антинизаритские призывами суннитов в монгольском суде, новыми жалобы на них и предупреждениями местных монгольских командиров в Персии. В 1252 году Мункэ поручил миссию по завоеванию остальной части Западной Азии своему брату Хулагу, при этом высшим приоритетом было завоевание государства низаритов и Аббасидского халифата. Были проведены тщательные приготовления, и Хулагу не отправился в путь до 1253 года и фактически прибыл в Персию более чем через два года. В 1253 году посланный с миссией в Каракорум фламандский священник Гильом де Рубрук был поражен принятыми там мерами безопасности, предпринятыми в ответ на прибытие более сорока посланных туда наёмных убийц с целью убить Мункэ; возможно, что о покушениях просто ходили слухи.

## Поход Хулагу

### Походы против Кухистана, Кумиса и Хорасана

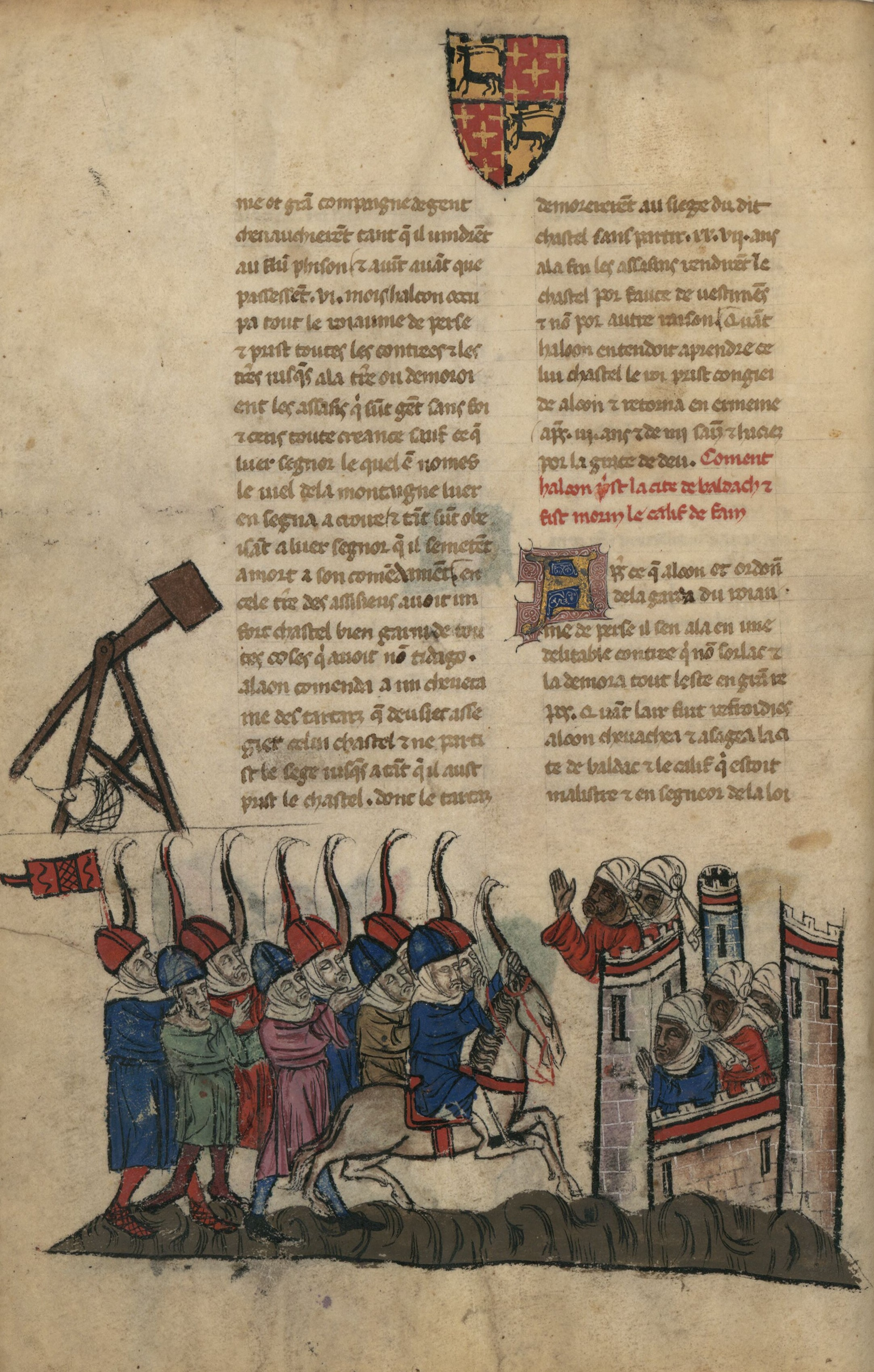
Осада Гирдкуха, манускрипт La Flor des estoires de la terre d'Orient Хетума Патмича. Гарнизон сопротивлялся в течение 17 лет, еще долго после капитуляции низаритских лидеров

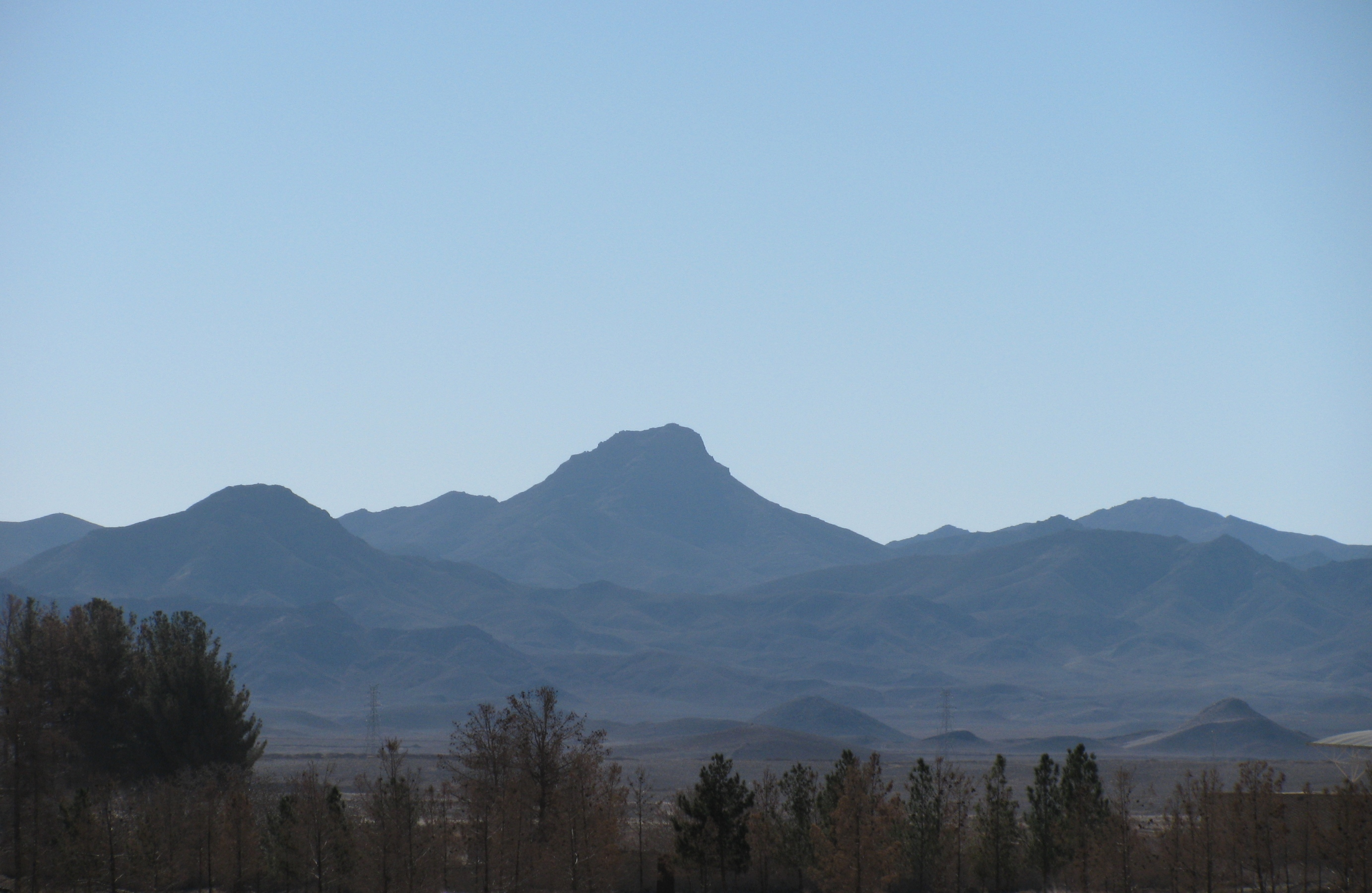
Гора Кале’х Кух-и Фирдоус

В марте 1253 года авангард Хулагу под командованием Китбуки переправился через Амударью с 12 тыс. человек (один тумен и два мингана под командованием Кёке Ильгея). В апреле 1253 года они захватили несколько низаритских крепостей в Кухистане и перебили их жителей, а в мае напали на округ Кумыс и осадили главный оплот низаритов в регионе Гирдкух. Китбука оставил армию из 5 тыс. кавалеристов и 5 тыс. пехотинцев под командованием эмира Бури для продолжения осады, а сам напал на близлежащие замки Михрин и Шаха. В августе 1253 года он отправил отряды в набег в районы Тарем и Рудбар, после этого монголы напали и вырезали жителей Мансурии и Алабешина.
В октябре 1253 года Хулагу оставил свой орду в Монголии и неторопливо начал свой поход с одним туменом, по ходу пути увеличивая своё войско Его сопровождали сыновья Абака-хан и Юшумут, умерший в пути брат Субэдэй, жёны Олджей и Йисут и мачеха Докуз-хатун.
В июле 1253 года находившийся в  Китбук разграбил, вырезал и, вероятно, временно захватил Тун и Туршиз. Несколько месяцев спустя пали Мерин и несколько других замков в Кумисе. В декабре 1253 года гарнизон Гирдкуха ночью совершил вылазку и убил сотню монголов, включая Бури. Крепость была на грани падения из-за вспышки холеры, но, в отличие от Ламбсара, пережила эпидемию и был спасен подкрепление из Аламута, посланным имамом Ала ад-Дином Мухаммадом летом 1254 года.
В сентябре 1255 года Хулагу прибыл под Самарканд. Затем он сделал Кеш (Шахрисабз) своей временной штаб-квартирой и отправил гонцов к местным монгольским и немонгольским правителям в Персии, объявив о своем присутствии в качестве наместника великого хана и прося помощи против низаритов. Осенью 1255 года к нему присоединился баскак и наместник в Персии Аргун-ака. Правители Рума, Фарса, Ирака, Азербайджана, Аррана, Ширвана, Грузии и, предположительно, также Армении отметили их заслуги многими дарами.
Неумолимое продвижение монголов в Кухистан вызвало ужас у низаритского руководства. Отношения между имамом Ала ад-Дином Мухаммадом и его советниками и низаритскими лидерами уже ухудшились, а также с назначенным будущим имамом его сыном Рукн ад-Дином Хуршахом. Согласно персидским историкам, низаритская элита планировала «переворот» против Мухаммада, чтобы заменить его Хуршахом, который впоследствии вступит в немедленные переговоры с монголами, но Хуршах заболел, прежде чем реализовать этот план. Тем не менее, 1 или 2 декабря 1255 года Мухаммад умер при подозрительных обстоятельствах, и ему наследовал Хуршах которому было чуть за двадцать.
Чтобы добраться до Ирана, Хулагу вошёл через Чагатайские улус, пересёк Амударью в январе 1256 года и вошёл в Кухистан в апреле 1256 года. Хулагу выбрал Тун, который не был эффективно ослаблен Китбукой, в качестве своей первой цели. Неизвестный инцидент произошёл, когда Хулагу проезжал районы Зава и Хваф, что помешало ему руководить кампанией. В мае 1256 года он приказал Китбуке и Кёке Ильгею снова атаковать Тун, который был разграблен после недельной осады, и почти все его жители были убиты. Затем монгольские командиры перегруппировались с Хулагу и атаковали Тус.

### Походы против Рудбара и Аламута

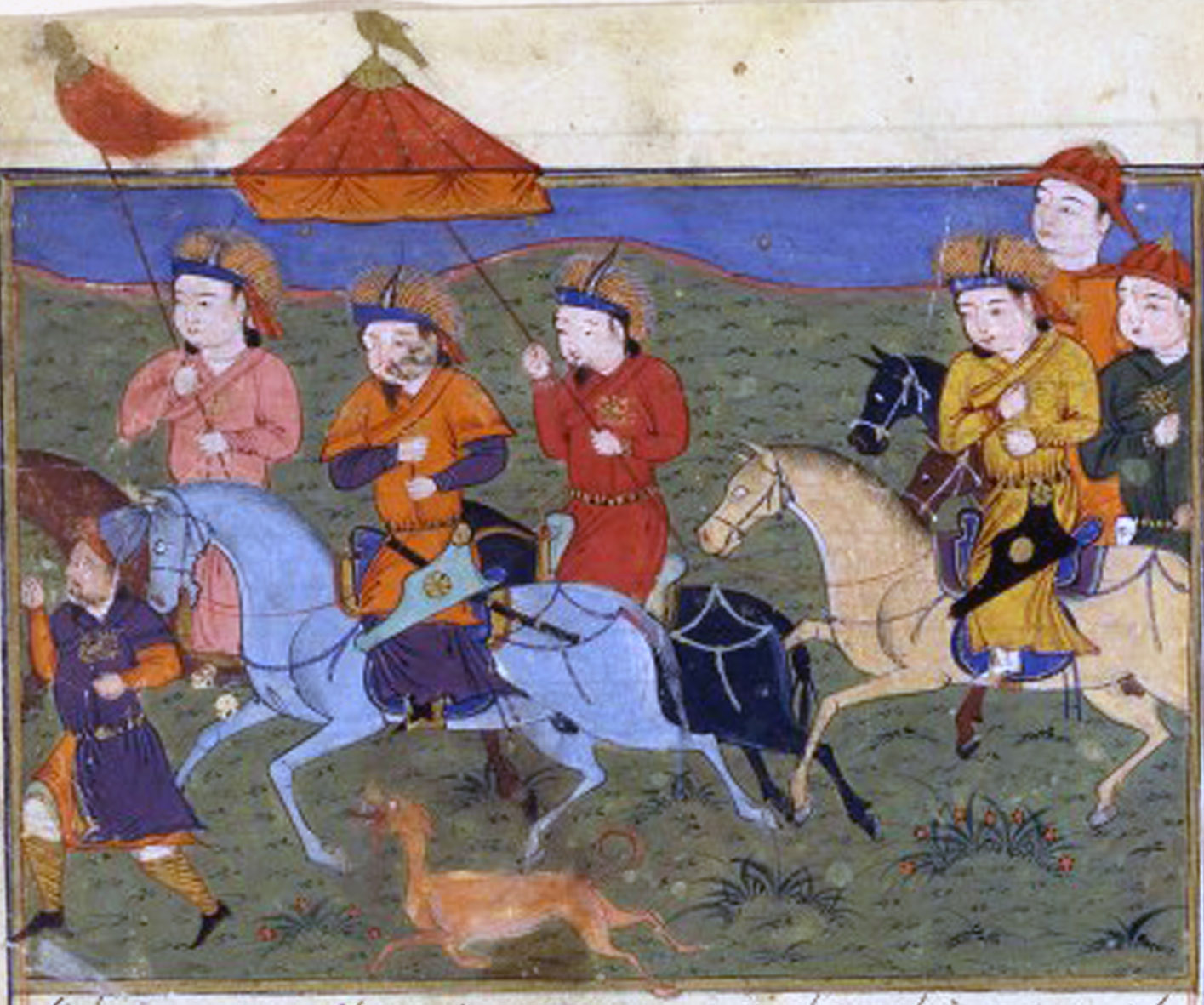
Хулагу со своим войском идёт против низаритов (1256 год). Персидская миниатюра из манускрипта Джами ат-Таварих

Едва придя к власти, Хуршах объявил о готовности низаритского руководства подчиниться монгольскому правлению ближайшему монгольскому полководцу нойону Ясуру в Казвине. Ясур ответил, что имам лично должен посетить лагерь Хулагу. Зафиксированы бои между Ясуром и низаритами Рудбара: 12 июня он потерпел поражение в битве на горе Сиялан близ Аламута, где были собраны силы низаритов, но им удалось беспокоить низаритов региона.
Когда Хулагу достиг Бистама, его армия увеличилась до пяти тюменов, и были добавлены новые командиры. Многие из них были родственниками Батыя. Из улуса Джучи, представляющего Золотую Орду, вышли Кули (сын Орды), Балага и Тутар. Войска Чагатайского улуса находились под Тегюдером. Контингент ойратских племен также присоединился к Буке Темуру. Ни один член семьи Угедея не упоминается. Хулагу имел с собой тысячу отрядов осадных инженеров (вероятно, северных китайцев, киданей и мусульман), умеющих обращаться с мангонелами и нафтой.

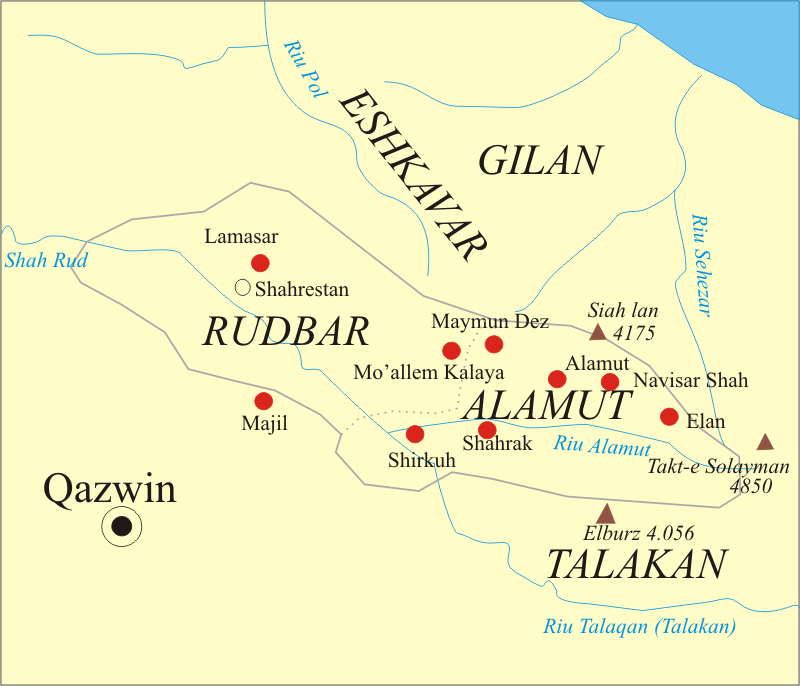
Сердце владений низаритов: регионы Аламут и Рудбар

Монголы вели кампанию против низаритского центра Аламута и Рудбара с трех направлений. Правое крыло под командованием Буки Темура и Кёке Ильгея двинулось через Табаристан. Левое крыло под командованием Тегюдера и Китбуки двинулось через Хувар и Семнан. Центр находился под управлением самого Хулагу. Тем временем Хулагу отправил Хуршаху ещё одно предупреждение. Хуршах находился в крепости Маймун-Диз и, видимо, тянул время; Сопротивляясь дольше, приход зимы мог бы остановить монгольскую кампанию. Он послал своего визиря Кайкубада; они встретили монголов в Фирузкухе и предложили сдать все крепости, кроме Аламута и Ламбсара, и снова попросили отсрочки на год для Хуршаха, чтобы лично посетить Хулагу. Тем временем Хуршах приказал Гердкуху и крепостям Кухистана сдаться, что и сделали их вожди, но гарнизон Гердкуха продолжал сопротивляться. Монголы продолжали наступление и достигли Лара, Демаванда и Шахдиза. Хуршах отправил своего 7- или 8-летнего сына в знак доброй воли, но его отправили обратно из-за его юного возраста. Затем Хуршах послал своего второго брата Шаханшаха (Шахин Шаха), который встретил монголов в Рей. Но Хулагу потребовал снести укрепления низаритов, чтобы показать свою добрую волю.
Многочисленные переговоры между низаритским имамом и Хулагу оказались тщетными. Судя по всему, низаритский имам стремился хотя бы удержать основные опорные пункты низаритов, в то время как монголы были непреклонны в том, что низариты должны полностью подчиниться.

#### Осада Маймун-Диза
8 ноября 1256 года Хулагу разбил лагерь на вершине холма напротив Маймун-Диз и окружил крепость своими войсками, пройдя через горы Аламут и долину Талекан и появившись у подножия Маймун-Диз.
Сила укреплений произвела впечатление на монголов, которые обследовали их с разных сторон, чтобы найти слабое место. Поскольку приближалась зима, большинство командиров советовали Хулагу отложить осаду, но он решил продолжить. Предварительные обстрелы велись в течение трех дней мангонелями с близлежащей вершины холма. Прямой монгольский штурм на четвёртый день был отбит. Затем монголы использовали более тяжелые осадные машины, метали облитые горящей смолой дротики, и установили дополнительные мангонелы вокруг укреплений.
Позже в том же месяце Куршах отправил сообщение, предлагая Хуршаху сдаться при условии неприкосновенности его и его семьи. Королевский указ Хулагу был лично передан Ата-Маликом Джувейни Хуршаху. Через несколько дней Хулагу начал ещё одну бомбардировку, и 19 ноября Хуршах и его окружение вышли из крепости и сдались. Эвакуация крепости продолжалась до следующего дня. Небольшая часть гарнизона отказалась сдаться и сражалась в последнем бою в высоком купольном здании крепости; они были побеждены и убиты через три дня.
На решение руководства низаритов сдаться, по-видимому, повлияли сторонние ученые, такие как Насир ад-Дин Туси. Для историков остаётся загадкой, почему Аламут никак не помог своим единоверцам.

#### Взятие Аламута
Хуршах приказал всем низаритским замкам долины Русбар капитулировать, эвакуировать и демонтировать свои форты. Все замки, число которых было около 50, впоследствии капитулировали, кроме Аламута и Ламбсара. Несмотря на небольшие размеры крепости и её гарнизона, Аламут был каменным (в отличие от Маймун-Диза), благоустроенным и отличался надежным водоснабжением. Однако низаритская вера требует от правоверных абсолютного подчинения имаму при любых обстоятельствах. Хулагу окружил Аламут своей армией, и Хуршах безуспешно пытался убедить его командира сдаться. Хулагу оставил большие силы под командованием Балагая для осады Аламута, а сам вместе с Хуршахом отправился на осаду близлежащего Ламбсара. Мукаддам ад-Дин в конце концов капитулировал через несколько дней в декабре 1256 года.
Джувейни описывает трудности, с которыми монголы демонтировали оштукатуренные стены и покрытые свинцом валы Аламута. Монголам приходилось поджигать здания, а затем разрушать их по частям. Он также отмечает обширные залы, галереи и глубокие резервуары, наполненные вином, уксусом, медом и другими товарами. Во время грабежа один человек чуть не утонул в магазине меда.
Изучив знаменитую библиотеку Аламута, Джувейни сохранил «копии Корана и другие избранные книги», а также «астрономические инструменты, такие как курсис (часть астролябии), армиллярные сферы, полные и частичные астролябии и другие», и сжег их. другие книги, «которые касались их ереси и заблуждений». Он также выбрал заинтересовавшую его биографию Хасана Саббаха, которую он сжёг после прочтения, но активно цитировал в «Та’рих-и джахангушай».
Джувейни отмечал неприступность и самодостаточность Аламута и других низаритских крепостей. Рашид ад-Дин также пишет об удаче монголов в их войне против низаритов.

## Уничтожение низаритов. Последствия

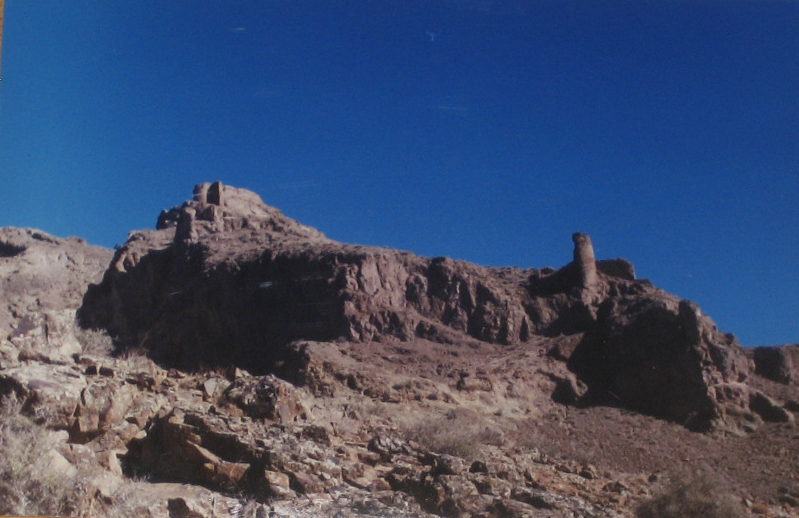
Сопротивление в главной крепости Ламасар рухнуло в 1257 году после вспышки холеры

К 1256 г. Хулагу почти уничтожил персидских низаритов как независимую военную силу. Затем Хуршаха доставили в Казвин, откуда тот приказал сирийской цитадели низаритов, но те не выполнили его волю, считая имама пребывавшим под принуждением. Когда его положение стало невыносимым, Хуршах попросил, чтобы Хулагу разрешили встретиться с Мункэ в Монголии, пообещав, что он убедит оставшиеся крепости исмаилитов сдаться. Мункэ упрекнул его после посещения в Каракоруме из-за того, что тот не передал Ламбсара и Гердку, и приказал ему вернуться на родину. По дороге он и его небольшая свита были казнены своим монгольским эскортом. Тем временем Мункэ устроил всеобщую резню всех низаритских исмаилитов, включая всю семью Хуршаха, а также членов гарнизонов. Родственники Хуршаха, которых держали в Казвине, были убиты Каракаем Битикчи, а Отегу-Чайна созвал на собрание низаритов Кухистана и убил около 12 тыс. человек. Приказ Мункэ отражает более ранний приказ Чингиз-хана. По оценкам, было убито около 100 тыс. человек.
Затем Хулагу двинулся с большей частью своей армии в Азербайджан, официально основал свое собственное ханство (Ильханство), а затем разграбил Багдад в 1258 г..

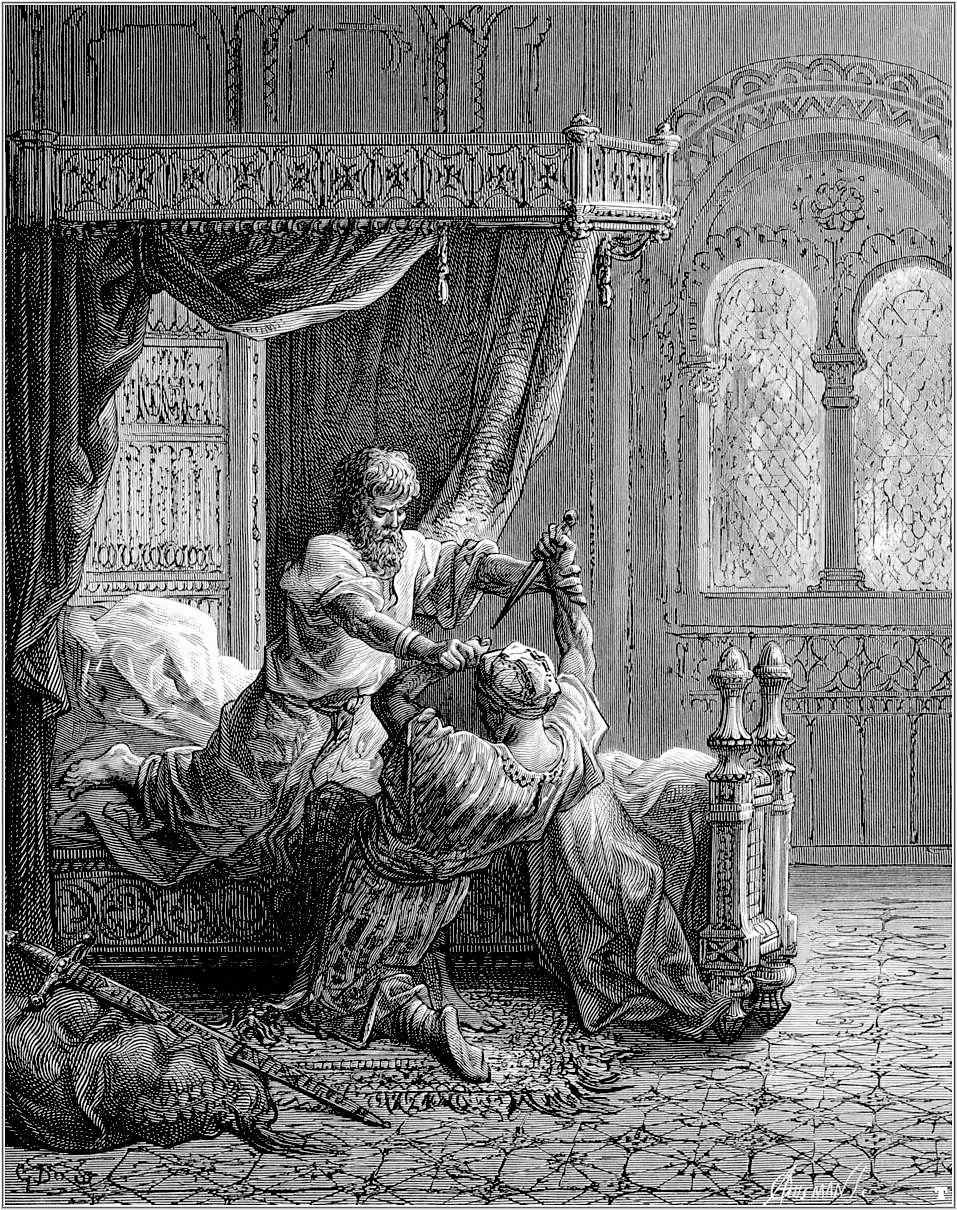
Покушение низаритов на Эдуарда I в ходе девятого крестового похода

Когда централизованное правительство низаритов было упразднено, низариты были убиты либо покинули свои крепости. Многие из них мигрировали в Афганистан, Бадахшан и Синд. Мало что известно об истории исмаилитов на этом этапе, но два столетия спустя известно о росте их разрозненные общины в Иране, Афганистане, Бадахшане, Сирии и Индии. Бахриты терпели низаритов Сирии, и они владели несколькими замками под сюзеренитетом мамлюков. Мамлюки, возможно, использовали низаритских федаев против своих врагов, в частности, попытки убийства участвовавшего в крестовом походе английского принца Эдуарда в 1271 г..
Сопротивление низаритов в Персии все ещё продолжалось в некоторых крепостях, особенно в Ламбсаре, Гердкухе и нескольких крепостях в Кухистане Ламбсар пал в январе 1257 г. после вспышки холеры. Гердкух сопротивлялся гораздо дольше. Монголы построили постоянные постройки и дома вокруг этой крепости, руины которой вместе с двумя типами камней, использовавшихся для низаритских и монгольских мангонелей, сохранились до наших дней. 15 декабря 1270 г. гарнизон Гердкуха сдался из-за недостатка одежды, монголы перебили уцелевший гарнизон, но не разрушили крепость. В том же году состоялось неудачное покушение на Джувейни, приписывавшееся низаритам. К 1273 г. сирийские замки низаритов были захвачены Байбарсом.
В 1275 году силы низаритов под командованием сына Хуршаха (названного Нау Даулат или Абу Даулат) и потомка хорезмийской династии отбили замок Аламут, но год спустя его вернули монголы. Как и другие группы в близлежащих регионах, низариты все ещё могли сохранить (полу)независимое государство в своем сердце Дайламе. Это продолжалось, по крайней мере, до кампании Олджейту против Гиляна в 1307 г., которая была успешной, но вылилась в тяжёлые потери для обеих сторон. Тем не менее, возможная власть Ильханата над регионом должна была быть искоренена в 1335 г. после смерти последнего правителя Ильханата Абу Саида. К 1368 г. Дайламом правил член исмаиилитской династии Кушайджи Кия Сайф ад-Дин. На него напал и убил основатель династии Каркия Али Кия.. Назариты основали имамат в деревне Анджудан, где были активны в XIV - XV вв.